# Hans Rickman
Hans Rickman (* 14. Juli 1949 in Stockholm) ist ein schwedischer Astronom und Professor für Astronomie an der Universität Uppsala.
Er entdeckte im Jahre 1976 zwei Asteroiden, beide zusammen mit Claes-Ingvar Lagerkvist.
Der am 25. April 1982 von E. Bowell entdeckte Asteroid (3692) Rickman wurde ihm zu Ehren benannt.
Er wurde 2012 mit der David-Bates-Medaille der European Geosciences Union ausgezeichnet.